# Tour Florentine de Buire
La Tour Florentine, située sur le territoire de la commune de Buire, dans le département de l'Aisne en région Hauts-de-France, est un ancien poste d'aiguillage de la gare d'Hirson.
Désaffectée, elle a été rachetée par le pépiniériste Hagouel, qui l'a revendu à la commune à l'euro symbolique.

## Description
D'une hauteur de 45,76 mètres, elle est l'œuvre de l'architecte français Gustave Umbdenstock et de l'ingénieur Raoul Dautry, employés par la Compagnie des chemins de fer du Nord.
Sa construction fut décidée pour permettre le développement du dépôt de locomotives de la gare d'Hirson, qui devint la deuxième gare de triage française (après Paris) au début du XXe siècle.
Elle fut construite en 1920-1921 avec une structure en béton armé, qui s'inspire du style traditionnel des beffrois du Nord, tout en intégrant un remplissage faisant décor en briques et céramiques de style Art déco.
Elle se compose de six étages:

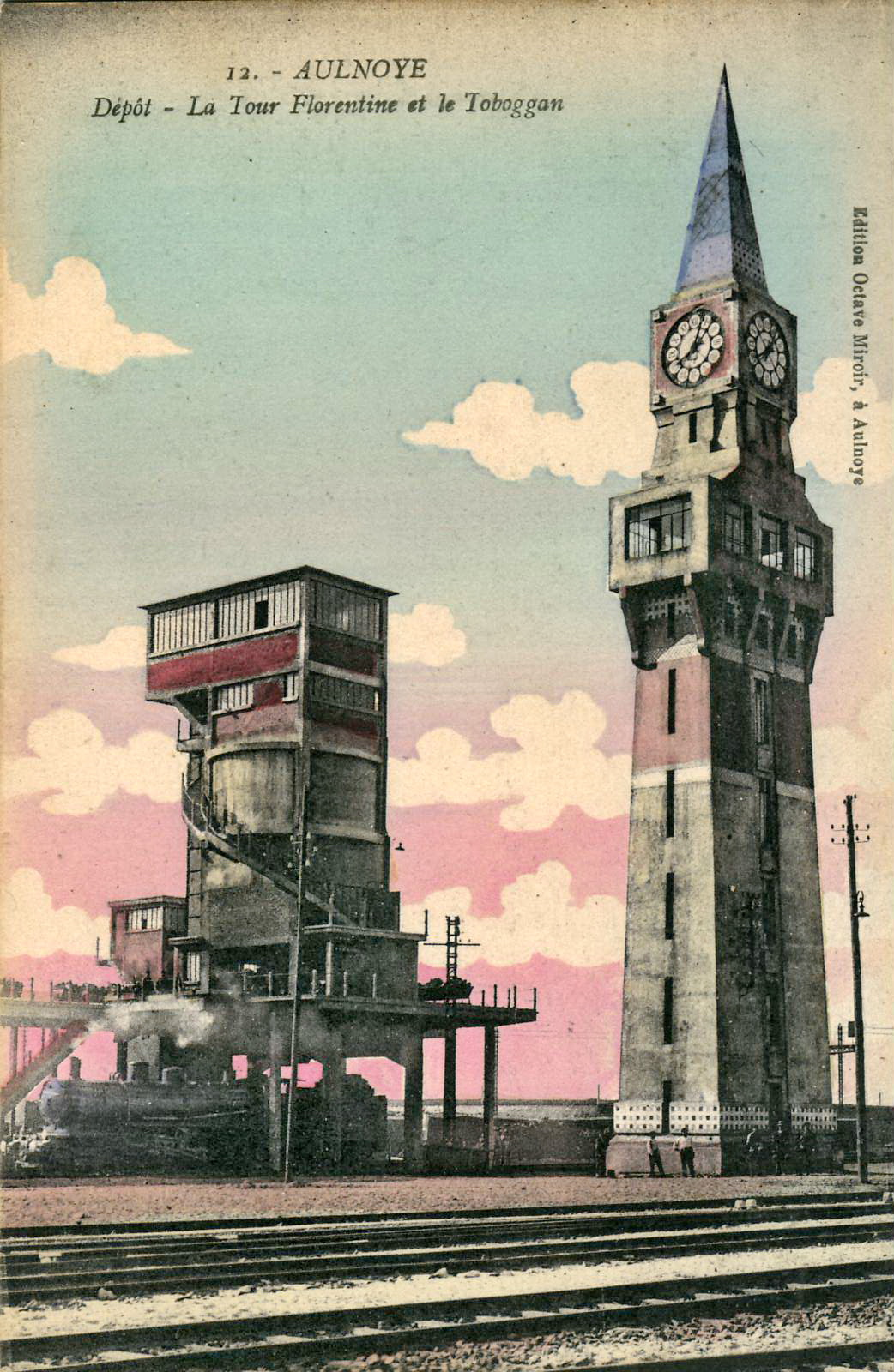
La tour florentine (comparable à celle de Buire) et le toboggan à charbon du dépôt d'Aulnoye-Aymeries dans les années 1920.

- rez-de-chaussée : arrivée des câbles
- 1er étage : magasin
- 2e étage : sans affectation
- 3e étage : petit atelier
- 4e étage : sanitaire
- 5e étage : salle des relais
- 6e étage : salle de contrôle avec tableau de contrôle optique (T.C.O.) du système d'aiguillage de type Mors.

À son sommet, la tour était équipée de quatre horloges soit une par point cardinal de 3,20 mètres de diamètre.
L'appellation florentine s'expliquerait par référence aux constructions typiques de Florence ou par le fait que l'entrepreneur de la tour de Lens était florentin. De telles tours florentines ont été construites par la Compagnie du Nord aux gares de Lille la Délivrance, Lens, Béthune, Laon, Aulnoye-Aymeries. La plupart ont été détruites, sauf la dernière, située sur la commune de Leval, qui est également classée monument historique et qui a été transformée en centre social et culturel.
Celle de Buire est désaffectée depuis les bombardements du 6 avril 1944 liés à la Libération de la France, car ne correspondant plus aux besoins techniques de la SNCF,  et a été classée depuis le 6 novembre 1995 comme monument historique à l'initiative de Marcel Bouleau, ancien adjoint au maire de Buire.

## Galerie de photos

La tour Florentine en 2011
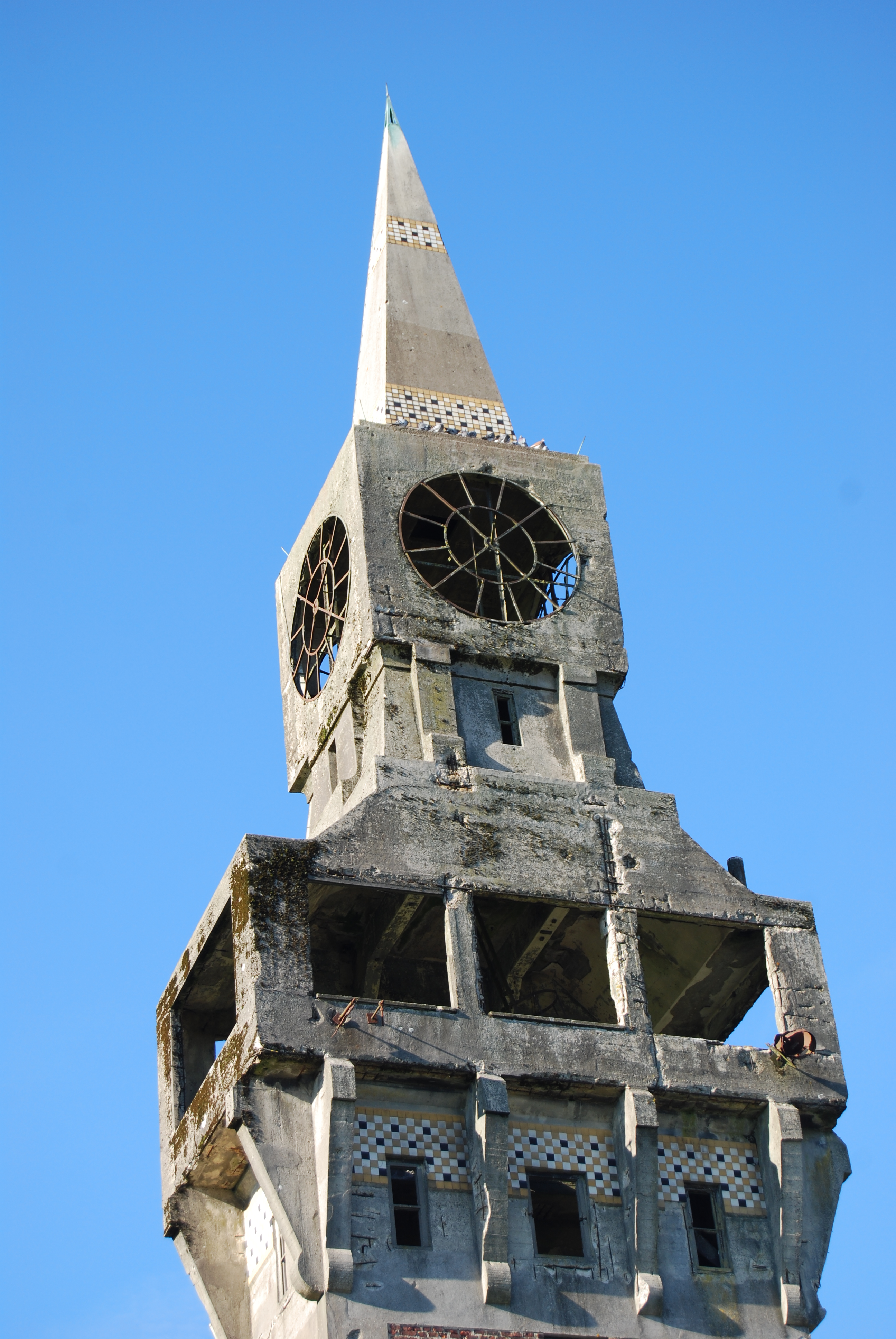
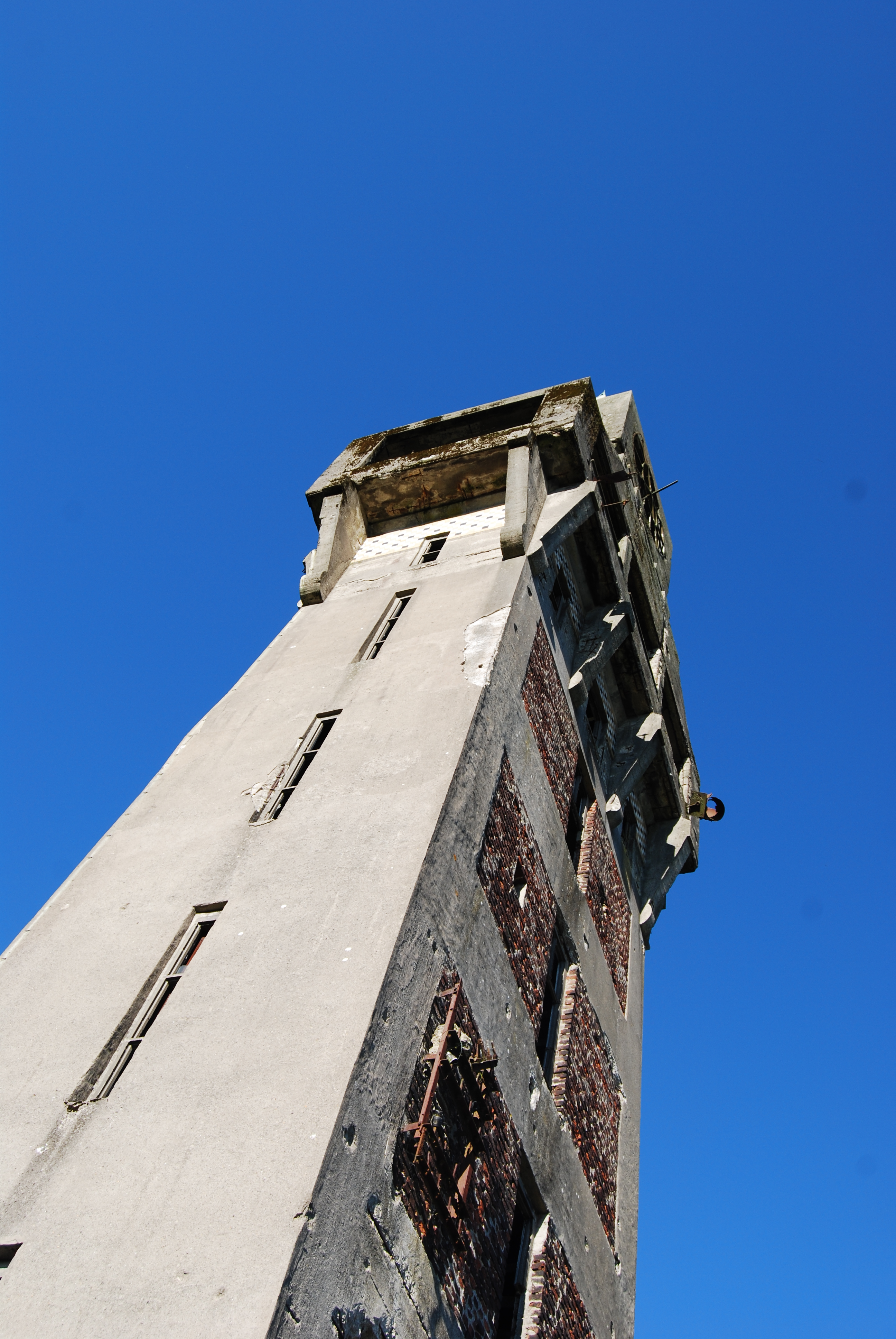
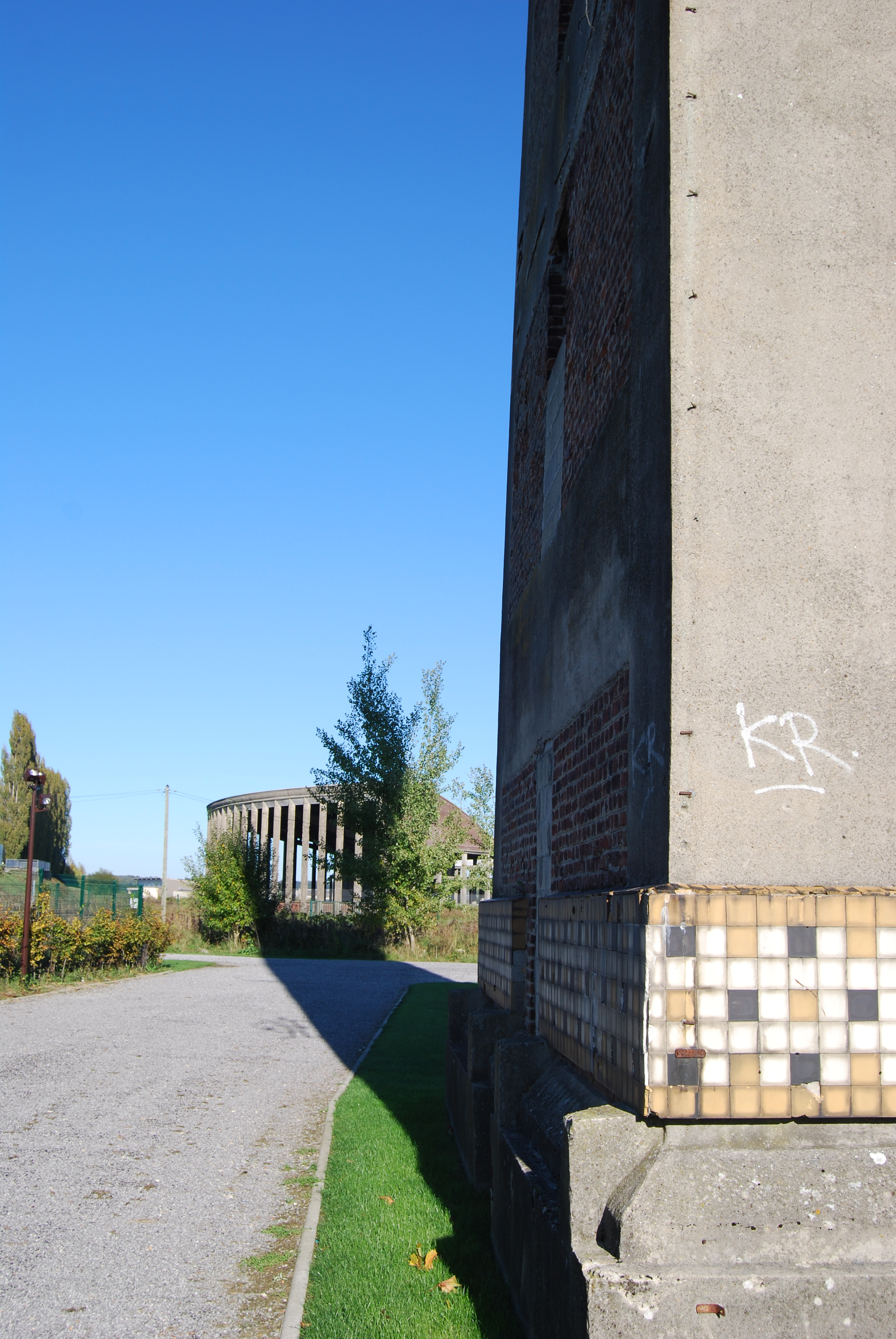
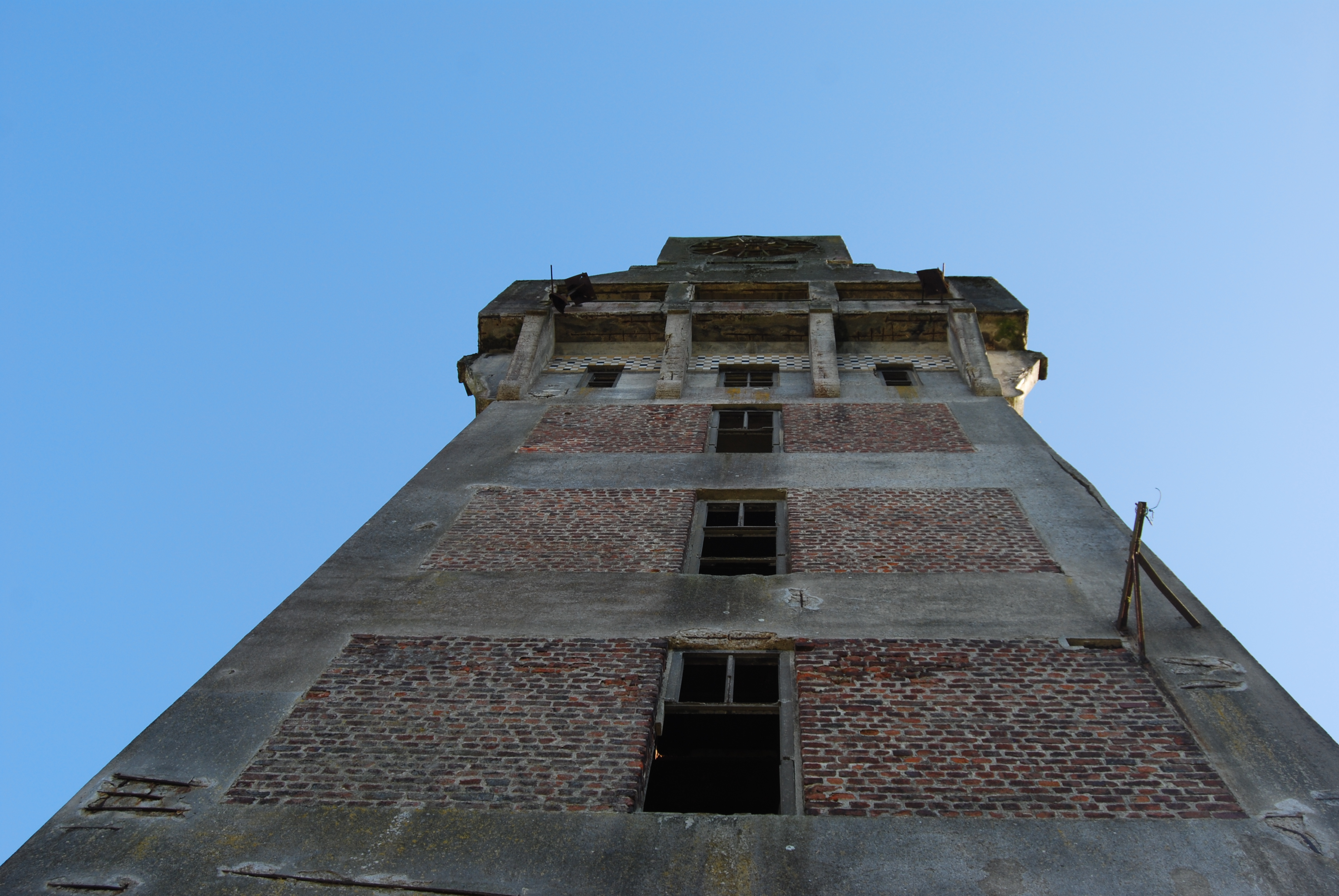
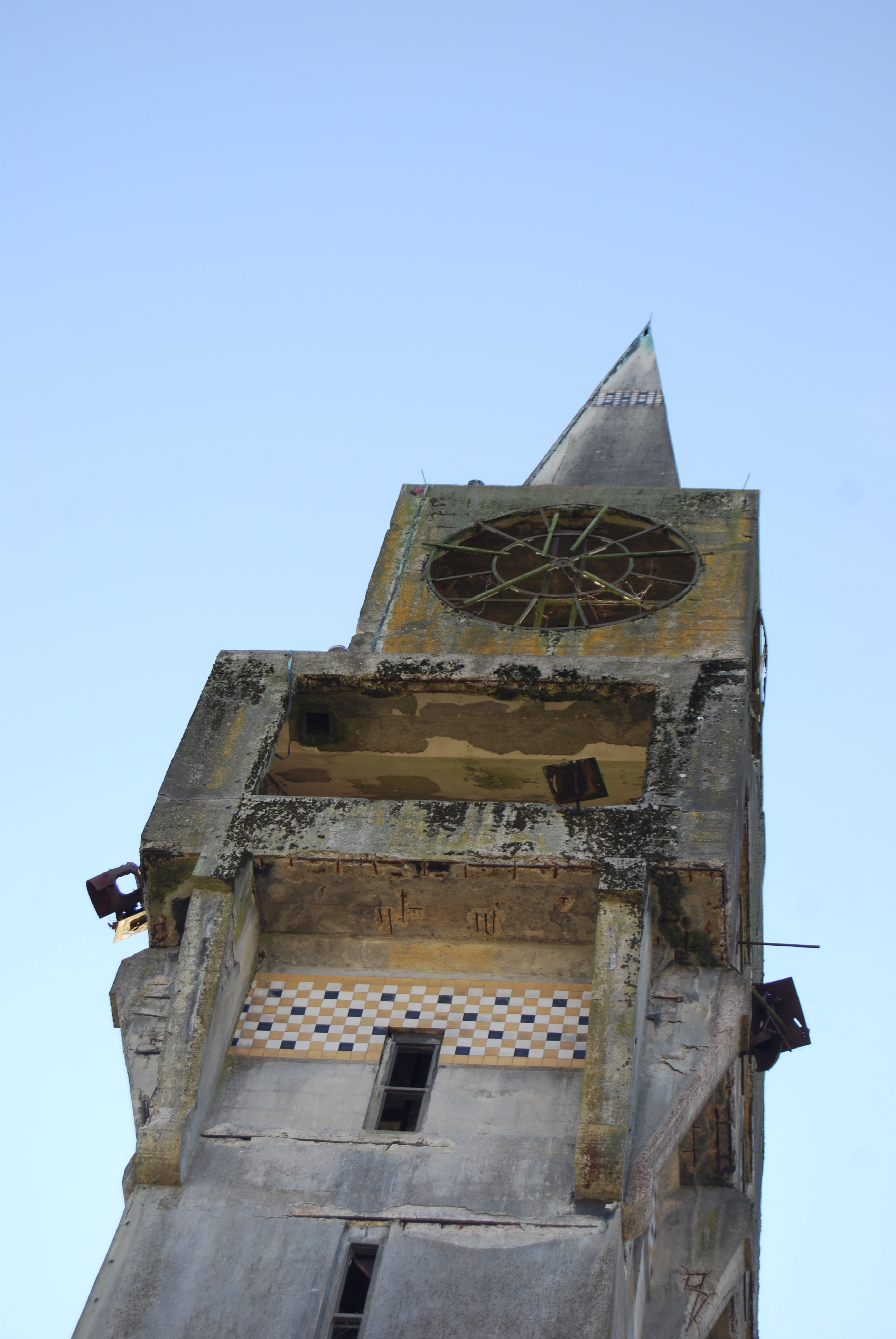
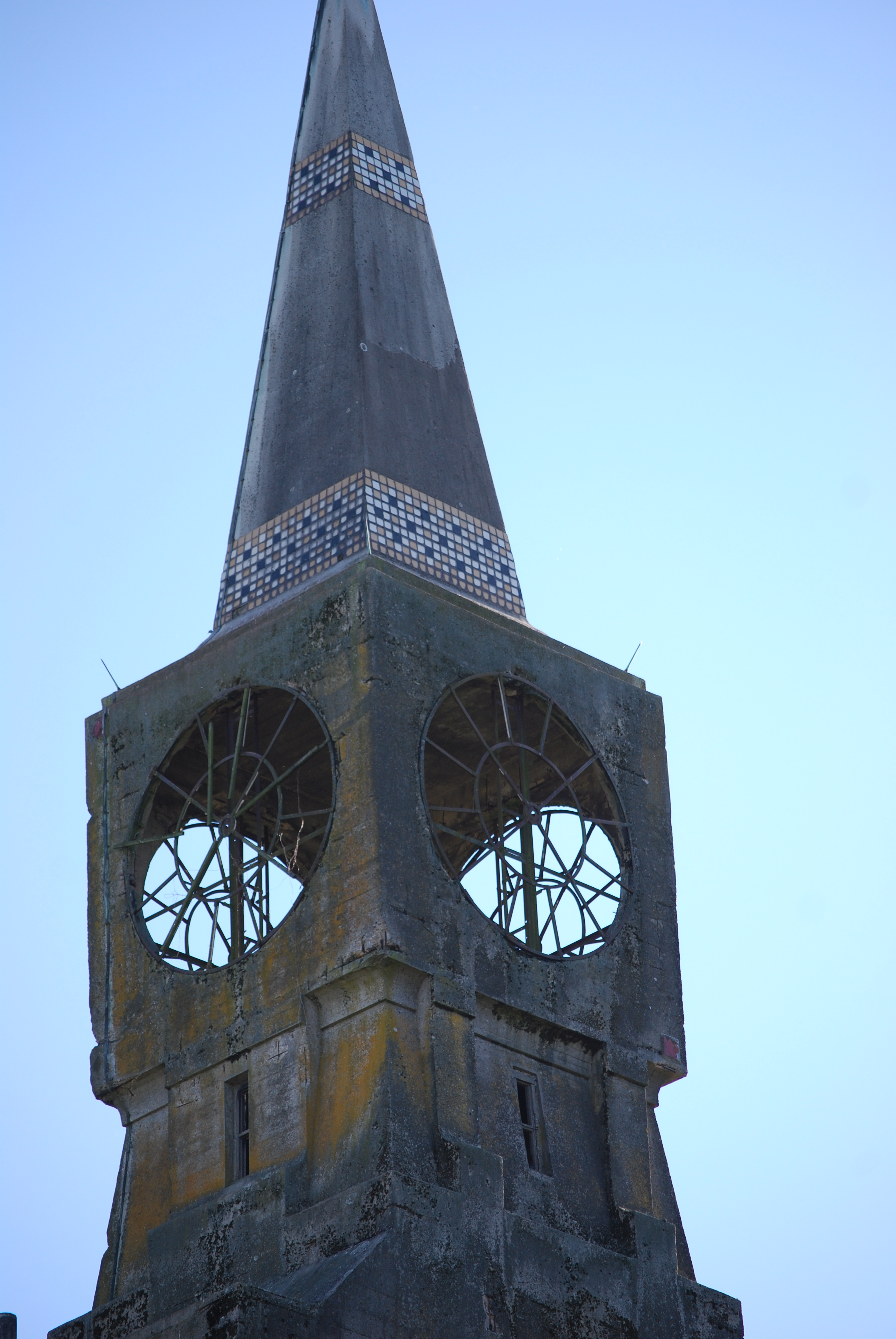
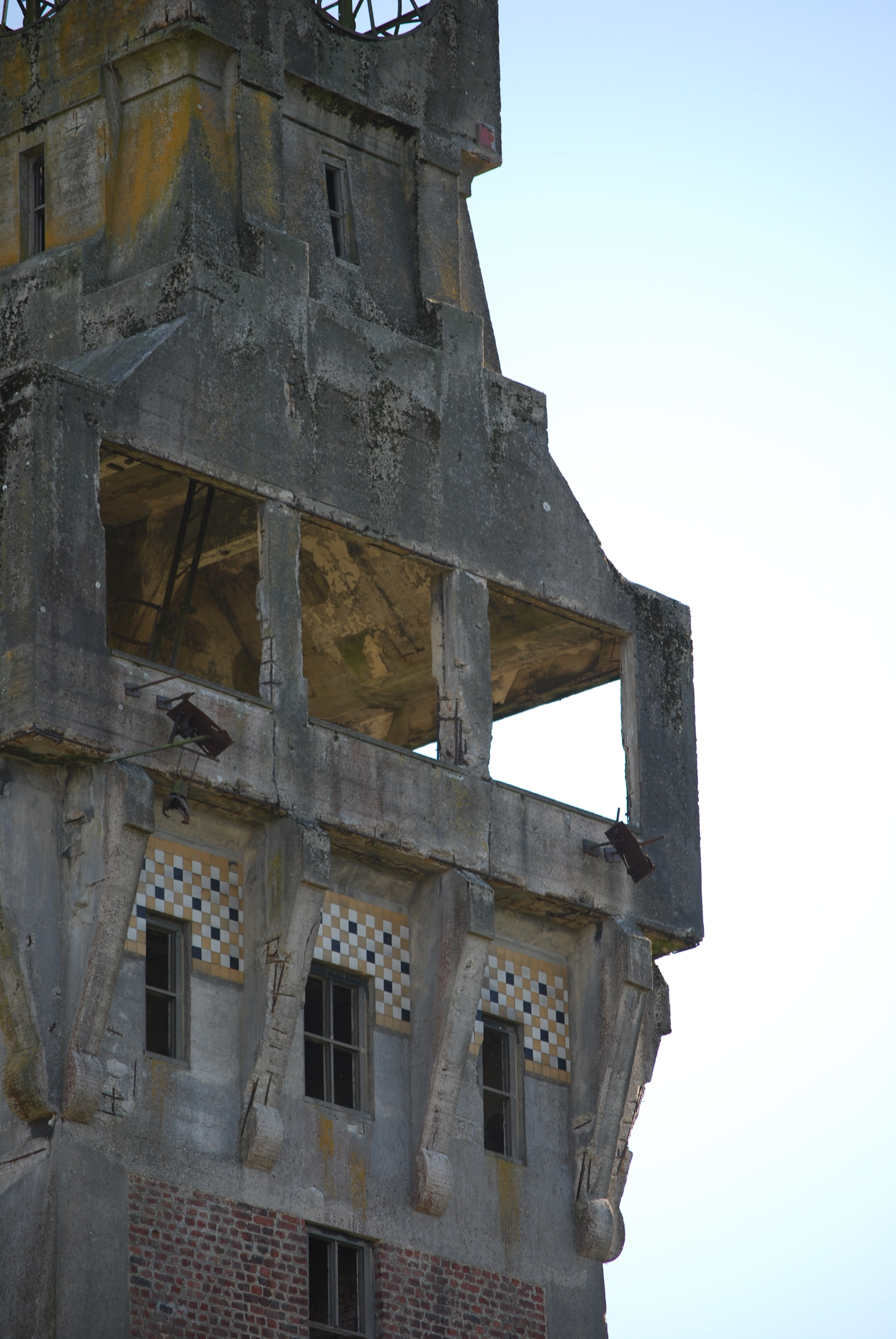
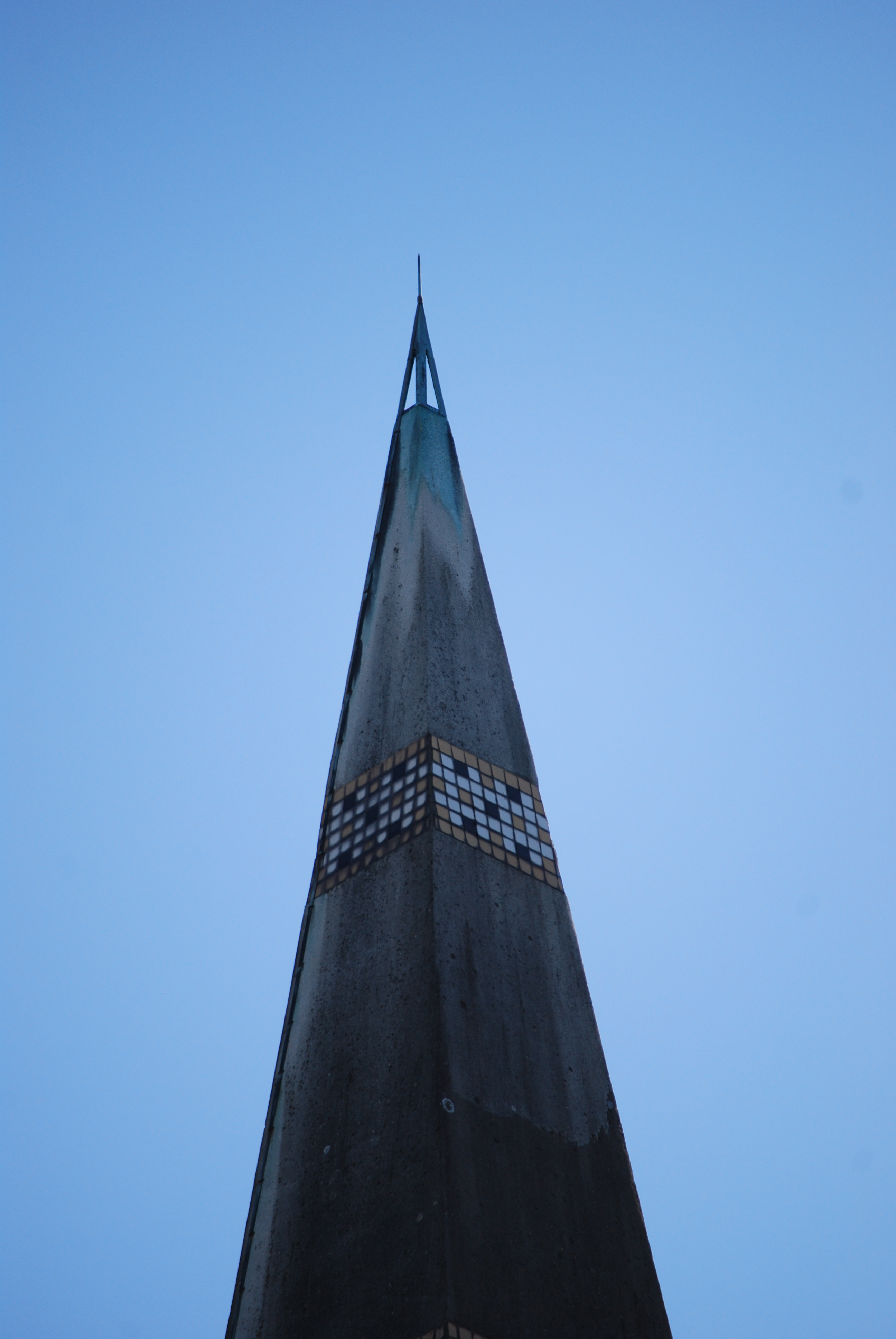

## Perspectives
Une reconversion du site est envisagée par la communauté de communes du Pays des Trois Rivières, qui a retenu le projet fin 2016, afin de lui donner un usage en y aménageant un hébergement touristique insolite dans ses divers étages, et notamment un salon panoramique au dernier étage de l'édifice. Ce projet, évalué à 2 millions d'euros, ne pourra être réalisé que s'il est subventionné à au moins 70 %.